# Paradoxostoma brevicaudatum
Paradoxostoma brevicaudatum is een mosselkreeftjessoort uit de familie van de Paradoxostomatidae.